# Lac Strobel
Pour les articles homonymes, voir Strobel.
Le lac Strobel est un lac d'eau douce d'Argentine. Il est situé au centre-ouest de la province de Santa Cruz, en Patagonie. Il porte le nom du missionnaire jésuite Matías Strobel, qui parcourut le nord de la Patagonie au milieu du XVIIIe siècle.
Son bassin versant est endoréique, ce qui signifie que les apports d'eau ne sont pas suffisants pour alimenter un émissaire, et que l'évaporation compense exactement ces apports. C'est néanmoins un lac d'eau douce. Ses eaux servent notamment à l'alimentation de troupeaux ovins.

## Situation
Le lac, d'accès très difficile, est situé à plus ou moins 12 km à l'est du lac Quiroga et 36 km au nord du lac Cardiel, sur la Meseta du lac Strobel, plateau basaltique de quelque 2 600 km2, faisant partie du vaste plateau de Patagonie.

## Alimentation
Il est alimenté principalement par le río Barrancoso. Ce tributaire, né dans les hauteurs du cerro Dos Cuernos, débouche dans le lac au niveau de sa rive sud-ouest.

## Histoire du lac
Jadis ce lac et son bassin versant appartenaient au bassin du río Chico, affluent principal du río Santa Cruz. Son ancien émissaire situé à l'est a creusé un large canyon au sein du plateau basaltique. Mais depuis plus de deux millénaires, ce coin de Patagonie s'est desséché. Le niveau du lac a baissé et ses apports en eau ont diminué. Le lit de cet ancien émissaire est toujours bien visible, mais au lieu d'un cours d'eau, il héberge aujourd'hui une série d'étangs et de lagunes de composition et de profondeur diverses, dont le niveau monte ou baisse au gré des précipitations locales. Comme les centaines d'autres plans d'eau de la région et le lac Strobel lui-même, ils attirent de nombreux oiseaux.

## Données chiffrées
- Sa surface se trouve à une altitude de 722 mètres.
- Sa superficie est de 65 000 000 de m², soit 65 kilomètres carrés (il est donc près de 50 % plus vaste que le lac du Bourget en France).

## Pêche
De même que son tributaire, le río Barrancoso, le lac Strobel est renommé pour sa richesse en poissons. Il héberge des truites arc-en-ciel de très grande taille pouvant atteindre un poids de 8 à 10 kilos.